# Сапахар (подокруг)
Сапахар (бенг. সাপাহার, англ. Sapahar) — подокруг на северо-западе Бангладеш. Входит в состав округа Наогаон. Образован в 1980 году. Административный центр — город Сапахар. Площадь подокруга — 244,49 км². По данным переписи 1991 года численность населения подокруга составляла 115 320 человек. Плотность населения равнялась 472 чел. на 1 км². Уровень грамотности населения составлял 000 %. Религиозный состав: мусульмане — 91,99 %, индуисты — 6 %, прочие — 2,01 %.